# 巴氏雙鋸魚
巴氏雙鋸魚（學名：Amphiprion barberi）是輻鰭魚綱鱸形目雀鯛科雙鋸魚屬的其中一種，中太平洋的東加、斐濟及美屬薩摩亞海域，深度2至10公尺，本種原被認定為其他種類的區域性變體，最初是1972 年的紅雙鋸魚(Amphiprion rubrocinctus)然後是1980年的黑雙鋸魚(Amphiprion melanopus)，但根據的研究和DNA測序，在2008 年被描述為一個新物種，本魚體呈卵圓形且側扁，身體顏色一般為紅橙色，包括魚鰭，成魚上背部逐漸變成棕色，緊接著眼睛後面有一個白色條，其最大寬度等於或大於眼睛的寬度，縮小到最大寬度的三分之一到二分之一背中線寬度，背鰭硬棘10枚、背鰭軟條16-18枚、臀鰭硬棘2枚、臀鰭軟條14枚，體長可達8.6公分，棲息在珊瑚礁區，與海葵形成共生互利關係，並且不受宿主帶刺觸手的影響，為雌雄同體，具有嚴格的階級劃分，雌魚最大，繁殖中的雄魚第二大，並且隨著等級下降，雄魚非繁殖者逐漸變小，如果唯一的繁殖雌性死亡，繁殖的雄魚將變成雌魚，而最大的非繁殖者將成為繁殖的雄魚，以浮游生物為食。

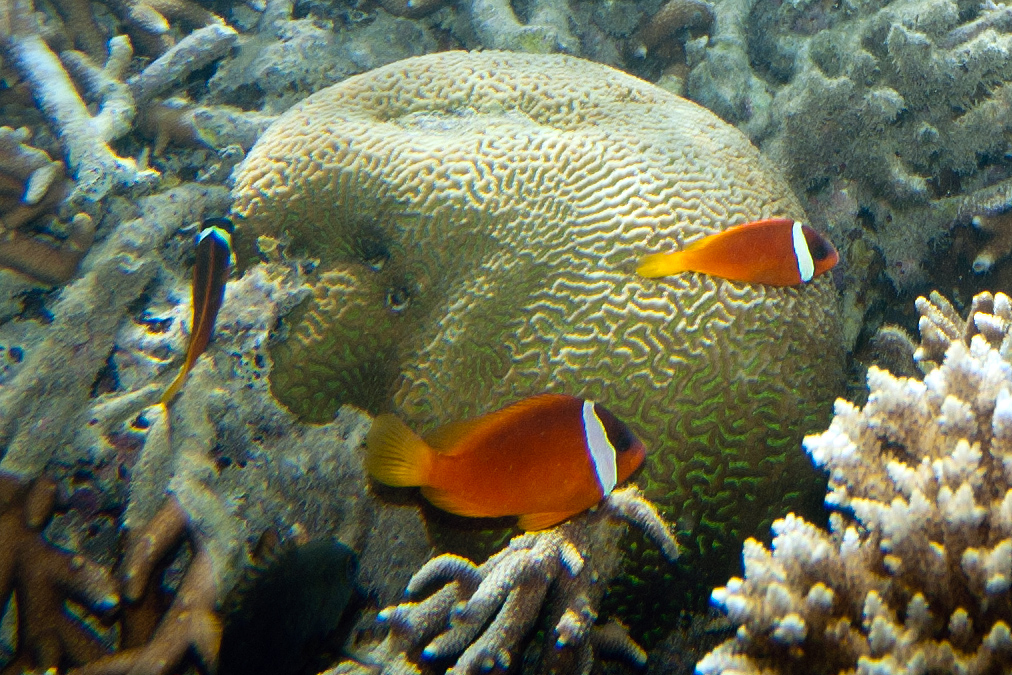
黑雙鋸魚
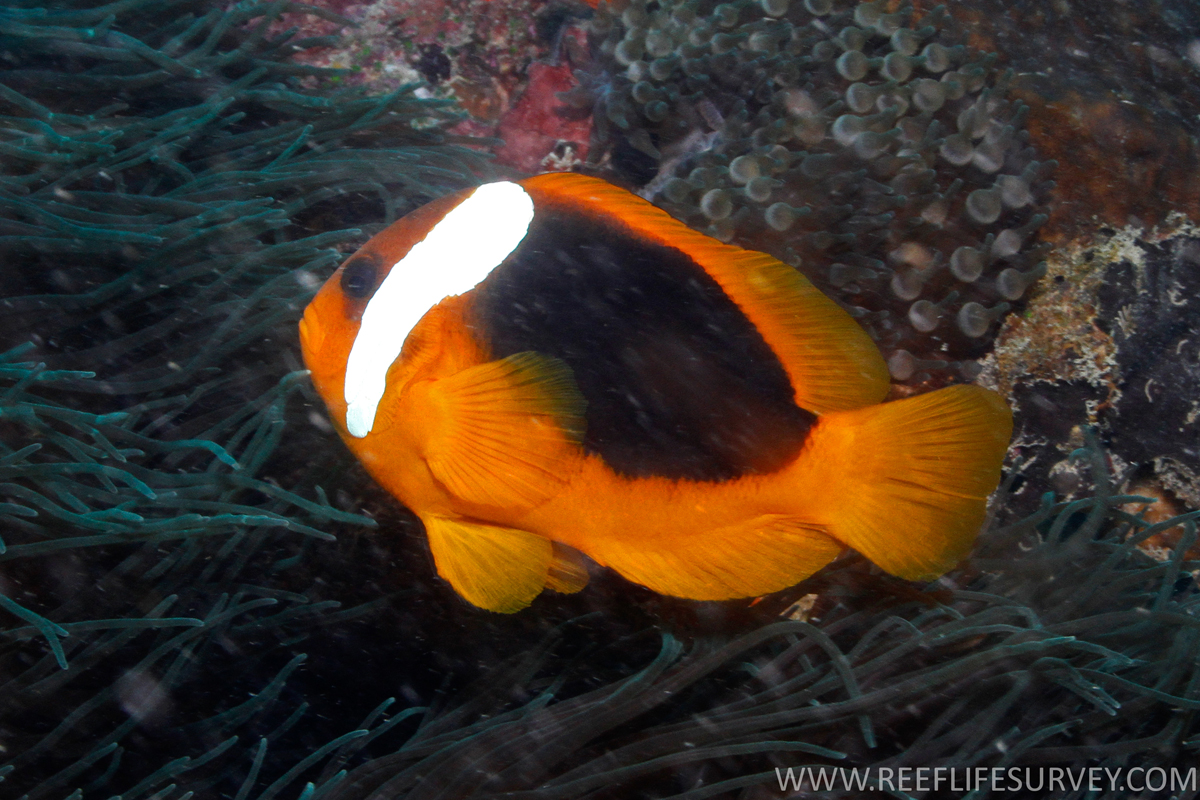
[[Amphiprion rubrocinctus|紅雙鋸魚
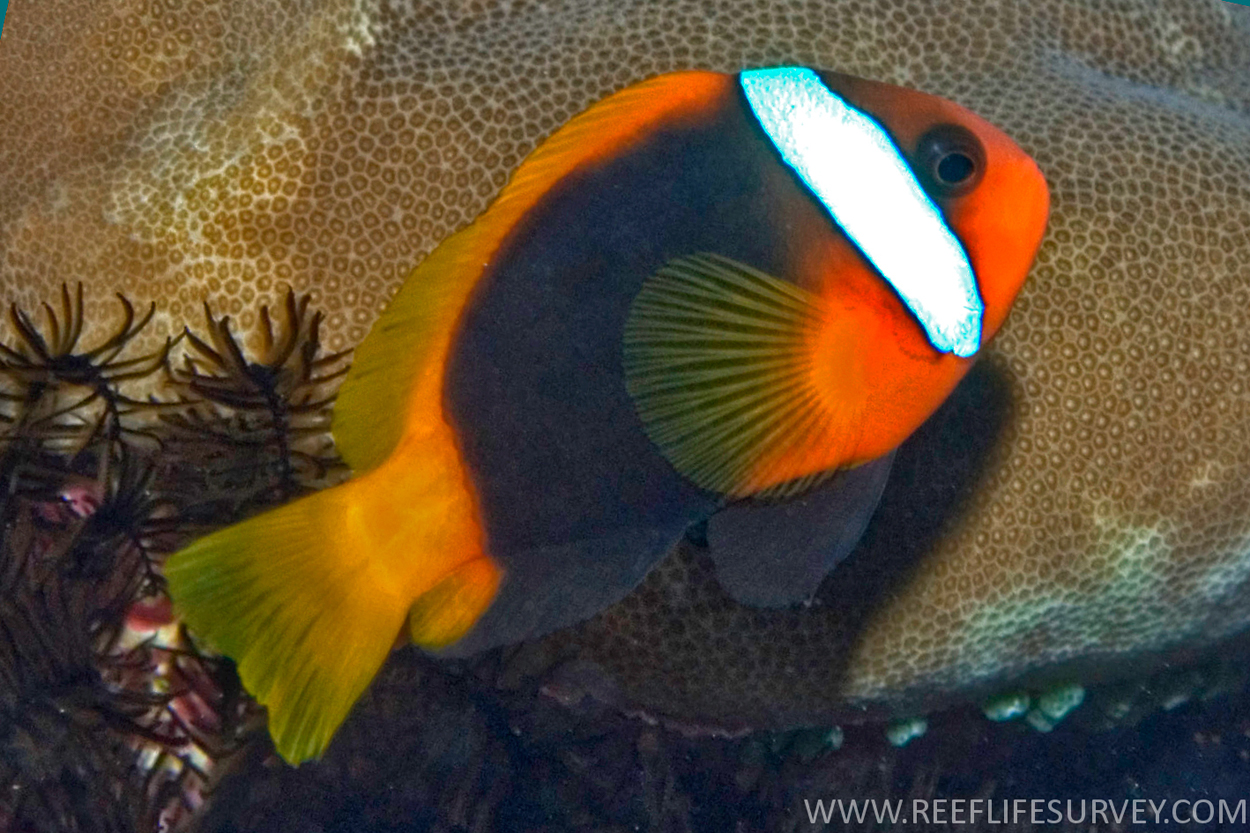
黑雙鋸魚